# (6572) Carson
Pour les articles homonymes, voir Carson.
(6572) Carson est un astéroïde de la ceinture principale.

## Description
(6572) Carson est un astéroïde de la ceinture principale. Il fut découvert le 22 septembre 1938 à Turku par Yrjö Väisälä. Il présente une orbite caractérisée par un demi-grand axe de 2,54 UA, une excentricité de 0,27 et une inclinaison de 2,6° par rapport à l'écliptique.

## Compléments